# (6743) Liu
(6743) Liu (1994 GS) – planetoida z pasa głównego asteroid okrążająca Słońce w ciągu 3,34 lat w średniej odległości 2,23 j.a. Odkryta 8 kwietnia 1994 roku.